# イブニング・オペレーション
イブニング・オペレーションは、1986年4月1日から2011年3月31日までエフエム秋田で放送されていたラジオ番組である。

## 概要
開始当初は、18:00 - 18:35という短い放送時間であった。
その後放送時間は変更するものの平日 17:00 - 17:55にかけて放送されていた生放送番組である。金曜日のみ「イブニング・オペレーション -ウィークエンド・スペシャル-」と題し、月曜 - 木曜とは違う内容で放送していた時期があった。
2011年3月31日を以て放送終了。翌4月1日からは同時間帯の生放送を16:00スタートに繰り上げ、放送時間を2時間に拡大した「Evening StREAM」が開始、当番組で放送していたコーナーの一部も引き継いだ。

## 出演
番組終了時点のパーソナリティ
- 月曜日：東海林祐美子
- 火曜日：樋口暁子
- 水曜日：宇都宮貴子
- 木曜日：桜庭みさお
- 金曜日：武藤綾子

## 過去の出演者
- 石川文子
- 小畑雅子
- 佐野祐子
- 工藤敦
- 高橋航
- 高畑和久
- 臼井昭子

ほか
| 期間   | 期間      | 月曜         | 火曜         | 水曜       | 木曜       | 金曜       |
| ------ | --------- | ------------ | ------------ | ---------- | ---------- | ---------- |
|        | 2003.3    | 富樫綾乃     | 富樫綾乃     | 富樫綾乃   | 宮野さおり | 宮野さおり |
| 2003.4 | 2005.3    | 富樫綾乃     | 富樫綾乃     | 宇都宮貴子 | 工藤由佳子 | 工藤由佳子 |
| 2005.4 | 2006.3    | 吉田智絵     | 東海林祐美子 | 宇都宮貴子 | 工藤由佳子 | 工藤由佳子 |
| 2006.4 | 2008.3    | 吉田智絵     | 東海林祐美子 | 宇都宮貴子 | 高橋紀子   | 桜庭みさお |
| 2008.4 | 2009.3    | 吉田智絵     | 樋口暁子     | 宇都宮貴子 | 高橋紀子   | 桜庭みさお |
| 2009.4 | 2011.3.31 | 東海林祐美子 | 樋口暁子     | 宇都宮貴子 | 桜庭みさお | 武藤綾子   |

## 放送内容
- 17:00 - オープニング、トゥデイズ・アングル
- 17:05 - トゥデイズ・ナンバーⅠ
- 17:10 - トゥデイズあきた
- 17:15 - トゥデイズ・ナンバーⅡ（月-木）／Job-Press on Radio（金）
- 17:20 - インフォメーション（月-木）／週末情報（金）
- 17:25 - ウィークリー・ナンバー
- 17:30 - スポーツフラッシュ
- 17:35 - 日経経済ジャーナル
- 17:40 - ウェザー・リポート
- 17:45 - トゥデイズ・ナンバーⅢ（月-木）／トゥデイズ・ナンバーⅡ（金）
- 17:50 - エンディング

## 過去のコーナー
- ミュージックジャンクション
- アトリオンインフォメーション（金曜）
- 爛漫ウィークエンドウェザーリポート（金曜）
- 週末情報（金曜）
- ウィークリー・スポット（金曜）
- 栄太郎スイートミニッツ
- 石川嘉明のトーク&トーク